# Jon St. Andre
Jon James St. Andre (geboren am 8. Dezember 1939 in Ishpeming, Michigan; gestorben am 11. Juli 2017) war ein US-amerikanischer Skispringer.

## Werdegang
St. Andre wuchs nach seiner Geburt als eines von vier Geschwistern nahe der örtlichen Skisprungschanzen auf. 1957 machte er seinen Abschluss an der Ishpeming High School. Obwohl er zeitgleich Kapitän der örtlichen Footballmannschaft war, zog es St. Andre parallel vermehrt zum Skispringen, wo er im Winter 1957 in Steamboat Springs die Merrill Trophy gewann und damit US-amerikanischer Juniorenmeister im Skispringen wurde. Im Anschluss daran diente er zwei Jahre lang in der US-Armee. Dabei lehrte er ein Jahr an der Army Cold Weather Mountain School in Fort Greely, Alaska. Zu seinen Aufgaben gehörte das Training von Soldaten für Manöver im Gebirge sowie Überlebenstraining.
1960 nahm er an den Olympischen Winterspielen in Squaw Valley teil und belegte den 28. Platz. Später besuchte er das Western State College in Gunnison, Colorado und schloss 1967 ein Studium in Physical Education ab. Während des Studiums lernte er seine Frau Roine Rowland kennen, welche er einen Tag nach seinem Abschluss am 5. Juni 1967 heiratete. Die Ehe hielt bis zum Tod seiner Frau mehr als 43 Jahre.
Nachdem St. Andre Ende der 1960er Jahre kurzfristig beim Friedenskorps in Brasilien eingesetzt war, siedelten sich er und seine Frau in deren Heimatstadt Aspen, Colorado an. In Sandpoint, Idaho betrieben sie einen Bauernhof mit umfangreicher Viehzucht. In den 1980er Jahren zog es das Ehepaar für einige Zeit zu Trappistenmönchen im St. Benedict's Monastery in Snowmass, Colorado, bevor sich das Paar für etwa 20 Jahre in der Nähe von Spring Creek oberhalb von Meredith, Colorado niederließ.
2008 wurde er in die US-amerikanische Hall of Fame im Skispringen aufgenommen.